# 蒙特米洛内
蒙特米洛内（義大利語：Montemilone），是意大利波坦察省的一个市镇。总面积113平方公里，人口1773人，人口密度15.7人/平方公里（2009年）。ISTAT代码为076051。